# Otto Brenzke
Otto Brenzke (* 19. Dezember 1920; † 9. April 1962) war ein deutscher Fußballspieler. Der Offensivspieler erzielte von 1948 bis 1954 in der damals erstklassigen Fußball-Oberliga Süd für die Vereine SpVgg Fürth und 1. FC Nürnberg in 120 Ligaspielen 45 Tore. In den Jahren 1950 und 1951 gewann er in Folge zweimal die süddeutsche Meisterschaft. Zum ersten Titelgewinn steuerte er bei der SpVgg Fürth 1949/50 in 30 Spielen 20 Tore und 1950/51 beim 1. FC Nürnberg in 33 Spielen 14 Tore bei.

## Laufbahn

### Vereine
Der aus Schmogrow in der Niederlausitz stammende Otto Brenzke kam im April 1948 in einer Blitzaktion zur um den Abstieg aus der Oberliga Süd kämpfenden SpVgg Fürth. Durch Umstände des Zweiten Weltkriegs bedingt, hatte er zuvor bereits die Stationen SV Marga in der Gauliga Berlin-Brandenburg 1942/43, Sachsendorf bei Cottbus, Minden/Westfalen, SG Südring (Berliner Stadtliga 1946/47; 9. Platz; 20facher Torschütze) und Jahn Forchheim hinter sich gebracht. Er debütierte in Fürth am 4. April 1948 beim Heimspiel gegen Schwaben Augsburg im damaligen WM-System auf Halbrechts. Das Spiel verlor die „Kleeblatt-Elf“ mit 3:4 Toren und belegte damit den 19. Rang. Mittelstürmer Horst Schade, er hatte sich Fürth im Januar 1948 angeschlossen, erzielte zwei Tore. Der Neuzugang aus Forchheim war noch in acht Spielen in der „Mammut-Runde“ 1947/48 mit insgesamt 38 Spieltagen in einer 20er-Staffel aktiv; der Abstieg des Fürther Traditionsvereins konnte aber nicht verhindert werden. Positiv war, die Ronhof-Elf hatte zukünftig mit den Zugängen der Rückrunde, Brenzke und Schade, sowie Spielmacher Max Appis und den zwei Flügelstürmern Horst Hofmann und Hans Nöth, einen äußerst torgefährlichen Angriff zur Verfügung. Im ersten Jahr der Bayernliga, 1948/49, belegte die Spielvereinigung mit 50:10 Punkten hinter Meister SSV Jahn Regensburg den zweiten Rang. In 30 Ligaspielen hatten die Fürther 113 Tore erzielt, Mittelstürmer Schade alleine 57 Treffer. In der erfolgreichen Aufstiegsrunde gegen Kassel 03, 1. FC Pforzheim und den FV Zuffenhausen war der zusammen mit Appis aufbauende Halbstürmer Brenzke dreimal als Torschütze erfolgreich.
1950 wurde Schade mit 21 Treffern vor Vereinskamerad Otto Brenzke (20 Tore) Torschützenkönig der Oberliga Süd. In drei Oberligaspielen zeichnete sich Brenzke als dreifacher Torschütze aus: beim 3:1-Erfolg gegen Eintracht Frankfurt, beim 6:1 gegen Bayern München sowie beim 6:1-Erfolg gegen den BC Augsburg. Alle fünf Stürmer waren in der Torschützenliste vertreten: Hofmann (29-13), Brenzke (30-20), Schade (28-21), Appis (29-8), Nöth (29-11). Der Oberligarückkehrer aus Fürth zog als Süddeutscher Meister in die Endrunde um die deutsche Meisterschaft ein. Dort unterlag die Spielvereinigung mit Trainer Helmut Schneider erst im Halbfinale gegen den Südvizemeister VfB Stuttgart, welcher am 25. Juni auch das Finale um die deutsche Meisterschaft gewann.
Im Wettbewerb des Länderpokal 1949/50 war er in der siegreichen Elf von Bayern am 18. September 1949 vor 70.000 Zuschauern im Olympiastadion gegen die Auswahl von Berlin zum Einsatz gekommen. Beim 3-0-Erfolg erzielte er in der 75. Minute den dritten Treffer für Bayern. Im Angriff war der Sieger mit Helmut Herbolsheimer, Brenzke, Horst Schade, Georg Platzer und Jakob Lotz angetreten.
Zur Saison 1950/51 wechselte Brenzke zum 1. FC Nürnberg. An der Seite von Max Morlock – dieser holte sich mit 28 Treffern die Torjägerkrone im Süden – gewann er unter Trainer „Bumbes“ Schmidt die Südmeisterschaft. Der „Club“ errang die Meisterschaft mit zwei Punkten Vorsprung vor Fürth und Brenzke hatte in 33 Spielen 14 Tore erzielt. In der Endrunde um die deutsche Fußballmeisterschaft 1950/51 trat der „Club“ in allen sechs Begegnungen gegen Preußen Münster, Hamburger SV und Tennis Borussia Berlin jeweils in der gleichen Angriffsformation mit Helmut Herbolsheimer, Max Morlock, Otto Brenzke, Konrad Winterstein und Adolf Kallenborn an. Der Mittelstürmer erzielte in sechs Spielen drei Tore. Durch einen 8:2-Sieg am 10. Juni bei Tennis Borussia zog Münster punktgleich mit Nürnberg (beide jeweils 8:4 Punkte) durch den minimal besseren Torquotienten von 1,375 gegenüber 1,308 der Franken in das Finale ein. Knapp sieben Hundertstel entschieden über die Teilnahme am Endspiel. In der Oberligasaison 1951/52 erreichte Brenzke mit Nürnberg die Vizemeisterschaft und zog damit das dritte Mal in Folge in die Endrunde ein. Er kam aber lediglich am ersten Gruppenspieltag, den 27. April 1952, bei der 2:4-Auswärtsniederlage gegen den Hamburger SV zum Einsatz.
Zur Oberligasaison 1952/53 kehrte er wieder nach Fürth zurück. An der Seite von Torjäger Schade (22 Tore) und den neuen Leistungsträgern Herbert Erhardt, Richard Gottinger und Karl Mai verfehlte Brenzke mit dem dritten Rang knapp den erneuten Endrundeneinzug.
Nach der Saison 1953/54, der 33-Jährige hatte unter Trainer Wilhelm Hahnemann nochmals 16 Oberligaspiele absolviert und zwei Tore erzielt, verließ der Leiter einer Bäckereifiliale die Fürther, um fortan als Spielertrainer beim MTV Ingolstadt in der Saison 1954/55 in der Bayernliga Süd zu agieren. Seinen letzten Oberligaeinsatz hatte Brenzke am 21. März 1954 bei einer 1:3-Heimniederlage gegen den FC Schweinfurt 05. Nach Ingolstadt schlossen sich noch Stationen als Spielertrainer bei TSV Langenzenn und dem ASV Vach-Stadeln an.